# Story of Seasons (datorspel)
Story of Seasons, known in Japan as Bokujō Monogatari: Tsunagaru Shin Tenchi (牧場物語 つながる新天地  lit. Ranch Story: To The New World?), är ett jordbruks simuleringsdatorspel som utvecklats av Marvelous Entertainment för Nintendo 3DS. Den släpptes i Japan den 27 februari 2014 och i Nordamerika den 31 mars 2015. Spelet är inte under Harvest Moon-titeln i Nordamerika på grund av Natsumes ägande av namnet. Men mindre än en månad senare tillkännagav Natsume sin egen ursprungliga titel, inte producerad av Marvelous, Harvest Moon: The Lost Valley, som bara släpptes i Nordamerika och Europa, som också släpptes 2014 för Nintendo 3DS.